# 清水河子哈萨克族乡
清水河子哈萨克族乡（羅馬化：Shyndyqqozy Qazaq aūyly；維吾爾語：چىندىخوزا قازاق يېزىسى‎）是中华人民共和国新疆维吾尔自治区昌吉回族自治州玛纳斯县下辖的一个民族乡。

## 行政区划
清水河子哈萨克族乡下辖以下村级行政区划单位：
月牙台社区、团庄村、乔亚巴斯陶村、贝母房子村、坎苏瓦特村和芦草沟村。